# Pierre Martin (Autor)
Pierre Martin ist das Pseudonym eines deutschen Schriftstellers. Nach Angaben des Verlags verbirgt sich dahinter ein Autor, der sich mit Romanen, die in Frankreich und in Italien spielen, einen Namen gemacht hat.
Pierre Martin veröffentlichte bis 2025 zwölf Kriminalromane der Reihe „Madame le Commissaire“, die alle beim Verlag Droemer Knaur erschienen sind. Mit insgesamt über einer Million verkaufter Exemplare erreichen sie regelmäßig Top-Ten-Platzierungen auf der Spiegel-Bestseller-Liste. Die Romane handeln in der Provence in Südfrankreich, worauf schon der jeweilige Untertitel „Ein Provence-Krimi“ hindeutet.
Die Hauptfigur, die Kommissarin Isabelle Bonnet, stammt aus dem fiktiven Fragolin im Massif des Maures im Hinterland der Côte d’Azur. Sie war Leiterin einer Anti-Terror-Einheit in Paris und wurde bei einem Angriff schwer verletzt. Danach kehrt sie nach Fragolin zurück, wo sie eine Dienststelle der Police nationale ohne wirkliche Aufgaben übernimmt. Sie liebt die südfranzösische Lebensart mit Strand, Roséwein und gutem Essen. Im Verlauf der Handlung hat sie wechselnde Liebhaber, die selber starke Charaktere sind. Ihr (einziger) Assistent Apollinaire ist ein etwas verschrobener und in gefährlichen Situationen oft unbrauchbarer Polizist, der aber sehr fleißig ist, exzellente Computerkenntnisse hat und seine taffe Kommissarin verehrt. Chef von Bonnet sowohl früher als auch jetzt ist Maurice Balancourt, die graue Eminenz der Police nationale in Paris. Er erteilt ihr immer wieder Sonderaufträge und gewährt ihr absolute Rückendeckung gegenüber den regulären Polizeieinheiten. Seine Sekretärin Jacqueline ist zugleich eine gute Freundin von Bonnet. In Fragolin hat Bonnet noch Clodine als Freundin, die einen Andenkenladen führt und durch ihre Kontaktfreudigkeit immer wieder wichtige Informationen an Bonnet weitergeben kann.
Die Romane sind als Urlaubslektüre mit „Wohlfühl-Atmosphäre“ für deutsche Frankreichfans konzipiert, die Handlungsorte sind deshalb auch oft typische Touristenziele wie Saint-Tropez oder Les Baux-de-Provence in „traumhafter Kulisse“.
Im Oktober 2022 erschien mit Monsieur le Comte und die Kunst des Tötens der erste Band einer weiteren Krimi-Reihe von Pierre Martin. Diese spielt auch an der französischen Riviera und kann ebenfalls als Cosy-Wohlfühl-Krimi bezeichnet werden. 
Die Hauptfigur, Lucien Comte de Chacarasse, entstammt einem alten französischen Adelsgeschlecht. Der Legende nach waren seine Vorfahren als Auftragsmörder tätig. Lucien wurde von klein auf für diese Aufgabe trainiert. Er sieht sich aber als ein Auftragsmörder wider Willen und widmet sich lieber seinem Bistro, den Frauen und den kulinarischen Genüssen der provenzalischen Küche. Sein unbeschwertes Leben endet, als er am Sterbebett seines Vaters schwören muss, die Tradition der Familie weiterzuführen. Die Frage stellt sich, wie Lucien einen Auftragsmord begehen soll, wenn er es gleichzeitig ablehnt zu töten. 
Isabelle Bonnet hat in dem Buch einen Gastauftritt.

## Werke

### Madame-le-Commissaire-Reihe
- 2014 Madame le Commissaire und der verschwundene Engländer
- 2015 Madame le Commissaire und die späte Rache
- 2016 Madame le Commissaire und der Tod des Polizeichefs
- 2017 Madame le Commissaire und das geheimnisvolle Bild
- 2018 Madame le Commissaire und die tote Nonne
- 2019 Madame le Commissaire und der tote Liebhaber
- 2020 Madame le Commissaire und die Frau ohne Gedächtnis
- 2021 Madame le Commissaire und die panische Diva
- 2022 Madame le Commissaire und die Villa der Frauen
- 2023 Madame le Commissaire und die Mauer des Schweigens
- 2024 Madame le Commissaire und das geheime Dossier
- 2025 Madame le Commissaire und die gefährliche Begierde

### Monsieur-le-Comte-Reihe
- 2022 Monsieur le Comte und die Kunst des Tötens
- 2023 Monsieur le Comte und die Kunst der Täuschung